# كابري (بلدة)
قبرة أو (نقحرة: كابري) هي بلدة تقع على جزيرة قبرة، إيطاليا.